# Place de l'Escadrille-Normandie-Niemen
La place de l'Escadrille-Normandie-Niemen est une voie située dans le quartier de la Gare du 13e arrondissement.

## Situation et accès
La place de l'Escadrille-Normandie-Niemen est desservie à proximité par les lignes 6 à la station Chevaleret et 14 à la station Bibliothèque François-Mitterrand.

## Origine du nom
Cette place a été baptisée en souvenir de l'escadrille de chasse Normandie-Niemen de chasse aérienne française qui a combattu durant la Seconde Guerre mondiale sur le front russe.

## Historique
La place, formée par l'intersection de deux rues, a été créée dans le cadre de la restructuration de la zone d'aménagement concerté (ZAC) Chevaleret-Jeanne d'Arc à la fin des années 1980, et provisoirement nommée « voie BG/13 » ; elle prend son nom actuel le 2 mai 1990.